# Gaston Gabaroche
Gaston Gabaroche est un acteur, chanteur et musicien français né à Bordeaux le 29 septembre 1884 et mort à Marseille le 28 août 1961.

## Biographie
Élève au collège catholique de garçons Sainte-Marie à Saint-André-de-Cubzac de 1899 à 1902, il suit ensuite des études aux conservatoires de Bordeaux et de Paris. Il est engagé au cabaret de la Lune Rousse. Il compose de nombreuses chansons et opérettes interprétées, en dehors de lui, par Félix Mayol, Suzanne Valroger, Dranem, Damia, Dalbret, ou encore Réda Caire dont il sera l'ami… Il est également éditeur de son propre répertoire.
Pendant la Grande Guerre, il compose la musique de nombreux titres patriotiques : Les Chichis de Guillaume, La Fiancée du soldat, Veillez sentinelles, Le Môme aux poilus, Lettre d'un poilu d'Argonne, etc.
Ses chansons ont été enregistrées par de nombreux artistes et ont été souvent ré-éditées depuis leur création ou imprimées dans des recueils, comme l'atteste le catalogue de la BNF. Annie Flore a par exemple mis à son répertoire et enregistré Les Papillons de nuit en 1964 (Pathé ST1183).
Il est inhumé dans le cimetière des Batignolles (25e division).

## Opérettes
- 1922 : Ta Douche...Bébé !, fantaisie en deux actes, de Louis Hennevé, musique de Gaston Gabaroche au Théâtre de La Potinière[3].
- 1927 : Ketty boxeur, 	opérette en 3 actes de Luc Morinier, musique de Gaston Gabaroche et Pierre Varenne, Théâtre de La Potinière
- 1932 : Deux fois deux, opérette en 3 actes de Raoul Praxy, musique de Gaston Gabaroche, Théâtre Daunou
- 1932 : Azor, opérette en 3 actes de Raoul Praxy, Eddy Max et Albert Willemetz, musique de Gaston Gabaroche, airs additionnels de Fred Pearly et Pierre Chagnon, Bouffes Parisiens
- 1936 : Faites ça pour moi !, opérette en 3 actes de Raoul Praxy et Eddy Max, musique de Gaston Gabaroche et Fred Pearly, Théâtre Antoine

## Chansons (sélection)
- Trottins et Apprentis (créée par Félix Mayol)
- Les Chichis de Guillaume (créée par Félix Mayol)
- Amour Folie (créée par Dranem)
- Le Long du corridor (créée par Dranem)
- Vive la campagne (créée par Dranem)
- L'amour ne dure qu'un temps (créée par Dranem)
- Adèle (créée par Dranem)
- Une canne et des gants (créée par Boudot)

## Filmographie

### Acteur
- 1931 – Radio-Folies de Jean Tarride - court-métrage
- 1933 – Pas besoin d'argent de Jean-Paul Paulin - également compositeur
- 1935 – Les Époux célibataires de Jean Boyer et Arthur Robison : Murphy
- 1937 – Prince de mon cœur de Jacques Daniel-Norman
- 1938 – La Présidente de Fernand Rivers : Pinglet
- 1943 – Six petites filles en blanc de Yvan Noé : Le jardinier
- 1945 – La Fiancée des ténèbres de Serge de Poligny : Éloi
- 1945 – L'Extravagante Mission de Henri Calef
- 1946 – Le Gardian de Jean de Marguenat : Buffalo
- 1949 – Bonheur en location de Jean Wall : Richard Valentin
- 1950 – Amédée de Gilles Grangier : Le médecin légiste
- 1955 – French Cancan de Jean Renoir : Oscar, le pianiste

### Compositeur
- 1932 – La Femme nue de Jean-Paul Paulin
- 1932 – Enlevez-moi de Léonce Perret

## Discographie
- Sur le Pont d'Avignon par Gaston Gabaroche (Collection du Théâtre du Petit Monde direction P. Humble) COLUMBIA D6269 (L 467)
- a) La Tour prends garde  b) La Mère Michel par Gaston Gabaroche et Jane Gatineau (Collection du Théâtre du Petit Monde direction P. Humble) COLUMBIA D6269 (L 470)